# Stronkkokkenbrij
De stronkkokkenbrij (Cryptococcus macerans) is een schimmel behorend tot de familie Tremellaceae. Hij leeft van plantensap en gedijt bij een sapstroom die ontstaat na verwonding. De oranje kleuring ontstaat door gist.
De teleomorf van Cryptococcus macerans heeft de naam Cystofilobasidium macerans, een basidiomyceet behorend tot de onderklasse van de trilzwammen.